# 3447 Burckhalter
3447 Burckhalter este un asteroid din centura principală, descoperit pe 29 septembrie 1956 de Goethe Link Obs..